# Худо (Тржич)
Худо (словен. Hudo) — поселення в общині Тржич, Горенський регіон, Словенія. Висота над рівнем моря: 573,3 м.